# Goux-sous-Landet
Goux-sous-Landet é uma comuna francesa na região administrativa de Borgonha-Franco-Condado, no departamento de Doubs. Estende-se por uma área de 5,42 km². Em 2010 a comuna tinha 66 habitantes (densidade: 12,2 hab./km²).